# Akademia Sił Zbrojnych w Tiranie
Akademia Sił Zbrojnych w Tiranie (alb. Akademia e Forcave të Armatosura) – albańska uczelnia wojskowa mieszcząca się w Tiranie, powołana do życia w 1958 roku. Podczas swojej historii uczelnia kilkukrotnie zmieniała swoją nazwę. W 2012 roku uczelnia składała się z trzech wydziałów: Bezpieczeństwa, Kształcenia Ogólnego i Obrony, w jej skład weszło także Centrum Języków Obcych.

## Nazwy[1]
- Akademia Sił Zbrojnych (1958–1963)
- Akademia Sił Zbrojnych „Mehmet Shehu” (1963–1992)
- Akademia Sztabu Generalnego (1992–1994)
- Akademia Obrony Republiki Albanii (1994–2004)
- Akademia Obrony „Spiro Moisiu” (2004–2012)
- Akademia Sił Zbrojnych (od 2012)